# スナム (イタリアの企業)
スナム（伊: Snam S.p.A.、Società Nazionale Metanodotti）は、イタリア・ミラノ近郊のサン・ドナート・ミラネーゼに本拠を置き、天然ガスの輸送や貯蔵を行う株式会社。イタリア証券取引所上場企業（BIT: SRG）。

## 沿革
1941年10月、石油会社のアジップ（現在のEniの前身）から分離する形で、Societá Nazionale Metanodotti（National Methane Societyの意、Snamは頭文字の略）の名称で設立された。1955年、プラント建設を行うグループ会社としてSnam Montaggiが設立され、同社は1957年にサイペムとして分離・独立した。1960年代以降、イタリア国内の天然ガスパイプライン建設が進められる中、天然ガスパイプライン事業を事実上独占して行ってきたが、2001年6月、欧州連合のガス事業自由化政策の実施に伴い、天然ガス関連以外の事業を分離の上、社名をSnam Rete Gas（Snam Gas Networkの意）に変更、同年12月イタリア証券取引所に上場、2012年1月、現在の社名に変更した。2009年2月、天然ガス貯蔵会社のStogit S.p.Aと、天然ガス販売会社のイタルガス（Italgas S.p.A.）を、Eniから買収するが、イタルガスは2016年6月に分離・独立した。
現在のスナムの事業は、主に以下3つの部門に分かれている。
- Snam Rete Gas S.p.A. - 天然ガス輸送やガスコンプレッサの運用。イタリア国内に32,000km以上の天然ガス輸送網を持つ。
- Stogit S.p.A - 天然ガスの貯蔵。
- GNL Italia S.p.A - 液化天然ガス(LNG)の再ガス化。

欧州連合のガス事業自由化以降、イタリア国外の欧州天然ガス事業にも進出しており、2013年7月、フランス南部の天然ガス輸送事業者のTransport et Infrastructures Gaz France (TIGF)を買収、2014年3月、オーストリアの天然ガス輸送事業者のTrans Austria Gasleitung GmbH (TAG)の買収を発表し、いずれも傘下企業としている。 
長年Eniがスナムの大株主となっていたが、2012年10月に同社が株式を売却して以降、スナムの株式の約3割は、イタリア政府の政策投資銀行であるCassa Depositi e Prestitiと中国の国家電網のジョイント事業であるCDP Reti S.p.A.が保有している。